# P-orbitala
P-orbitala je ena izmed štirih orbital, ki so razporejene okoli atomskega jedra. 
P-orbitala je druga najbližja jedru in lahko sprejme 6 elektronov.